# Cadaba aphylla
Cadaba aphylla är en kaprisväxtart som först beskrevs av Carl Peter Thunberg, och fick sitt nu gällande namn av Hiram Wild. Cadaba aphylla ingår i släktet Cadaba och familjen kaprisväxter. Inga underarter finns listade i Catalogue of Life.

## Bildgalleri

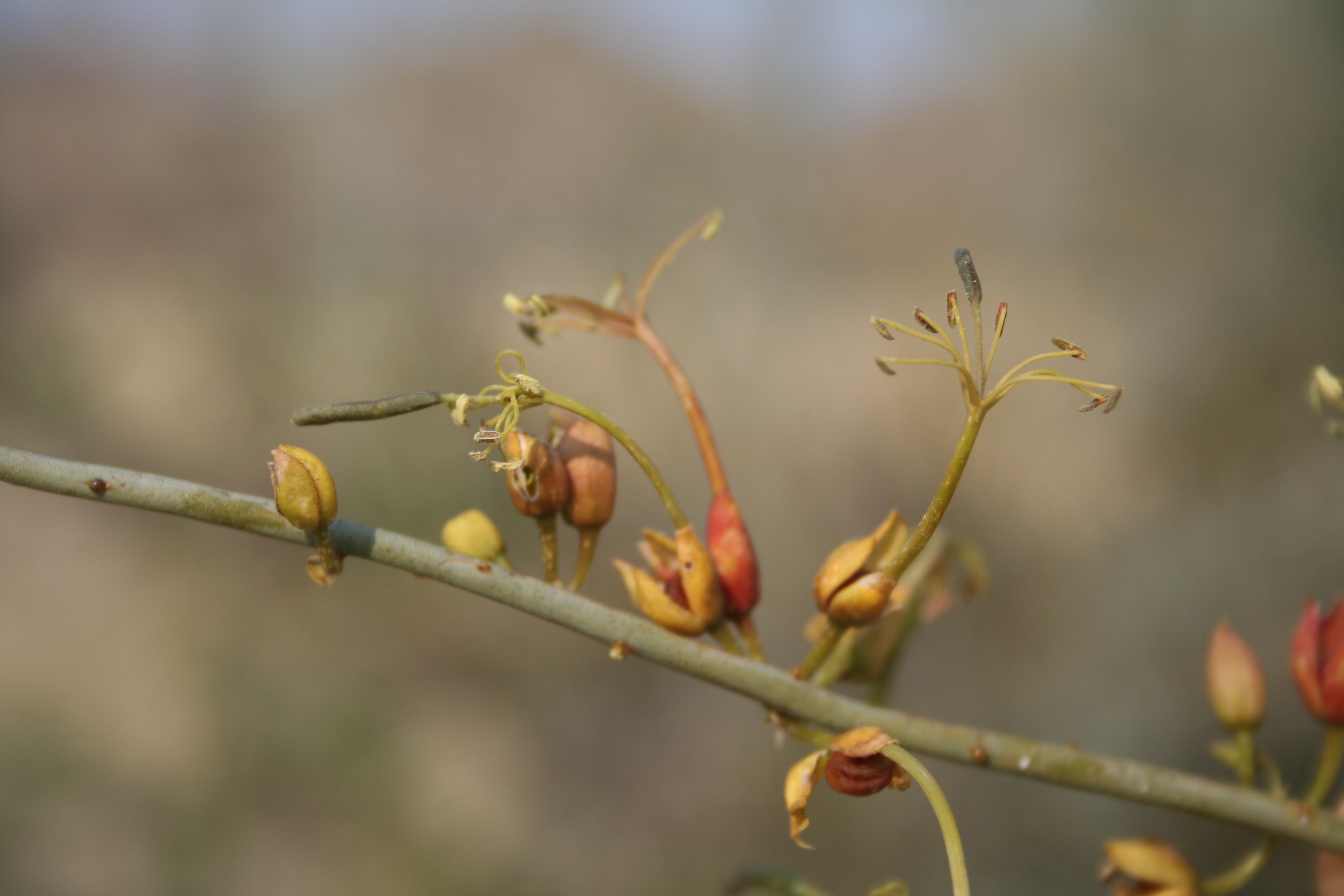